# Giovanni Battista Coletti
Giovanni Battista Coletti, född den 8 december 1948 i Treviso, Italien, är en italiensk fäktare som tog OS-silver i herrarnas lagtävling i florett i samband med de olympiska fäktningstävlingarna 1976 i Montréal.